# Prossenia
Nell'antica Grecia la prossenia o proxenia era una convenzione concordata per mezzo della quale un cittadino eminente della polis ospitava gli ambasciatori stranieri a proprie spese, in cambio di titoli onorari ricevuti dallo Stato. 

## Prosseno
Il cittadino incaricato era chiamato pròsseno ( o proxenos, pl. proxenoi o proxeni, dal greco pròxenos, comp. da pro- + xenos, lett. davanti allo o a favore dello "straniero"). 
Era scelto dalla città straniera e, in genere, non era cittadino del Paese che lo designava, bensì di quello per il quale svolgeva le sue funzioni. La sua missione consisteva nell'occuparsi dei viaggiatori arrivati dalla città per i cui interessi vegliava. Si occupava del nuovo venuto, aiutandolo a risolvere un'infinità di questioni, fornendogli fonti di informazione e facilitandogli i contatti. 
I decreti del prosseno (equivalenti a lettere patenti o patenti reali e a risoluzioni di valutazione) erano emessi dallo Stato a favore di un cittadino di un altro Stato per servire come prosseno, un tipo di console onorario. Una frase stereotipata di allora era evergete (benefattore) e prosseno. 
Un prosseno avrebbe usato qualsiasi influenza che aveva nella sua città per promuovere politiche di amicizia o alleanza con la città che egli rappresentava volontariamente. Per esempio, l'ateniese Cimone era prosseno di Sparta ad Atene e durante il suo periodo di notorietà nella politica ateniese, prima dello scoppio della prima guerra peloponnesiaca, sosteneva fortemente una politica di cooperazione tra i due Stati. Cimone era noto per il suo amore per Sparta tanto da chiamare sé stesso "uno dei suoi figli lacedemoni".
Il fatto di essere prosseno nella città non impediva di prendere parte a una guerra contro quella città - poiché l'estrema lealtà del prosseno era, in fin dei conti, rivolta alla propria città. Tuttavia, un prosseno avrebbe naturalmente cercato di fare del suo meglio pur di prevenire lo scoppio di una guerra, dandosi da fare per appianare qualsiasi controversia in grado di causarla. 
Il ruolo del prosseno per una particolare città era spesso ereditario nell'ambito di una particolare famiglia.
Un recente studio ha dimostrato che i servizi resi dai prosseni ai cittadini della città a loro affiliati potevano ridurre i costi di transazione e favorire gli scambi commerciali.